# Cypripedium lichiangense
Cypripedium lichiangense är en orkidéart som beskrevs av Sing Chi Chen och Phillip James Cribb. Cypripedium lichiangense ingår i släktet guckuskor, och familjen orkidéer. IUCN kategoriserar arten globalt som starkt hotad. Inga underarter finns listade i Catalogue of Life.